# Mordfall Lee Rigby

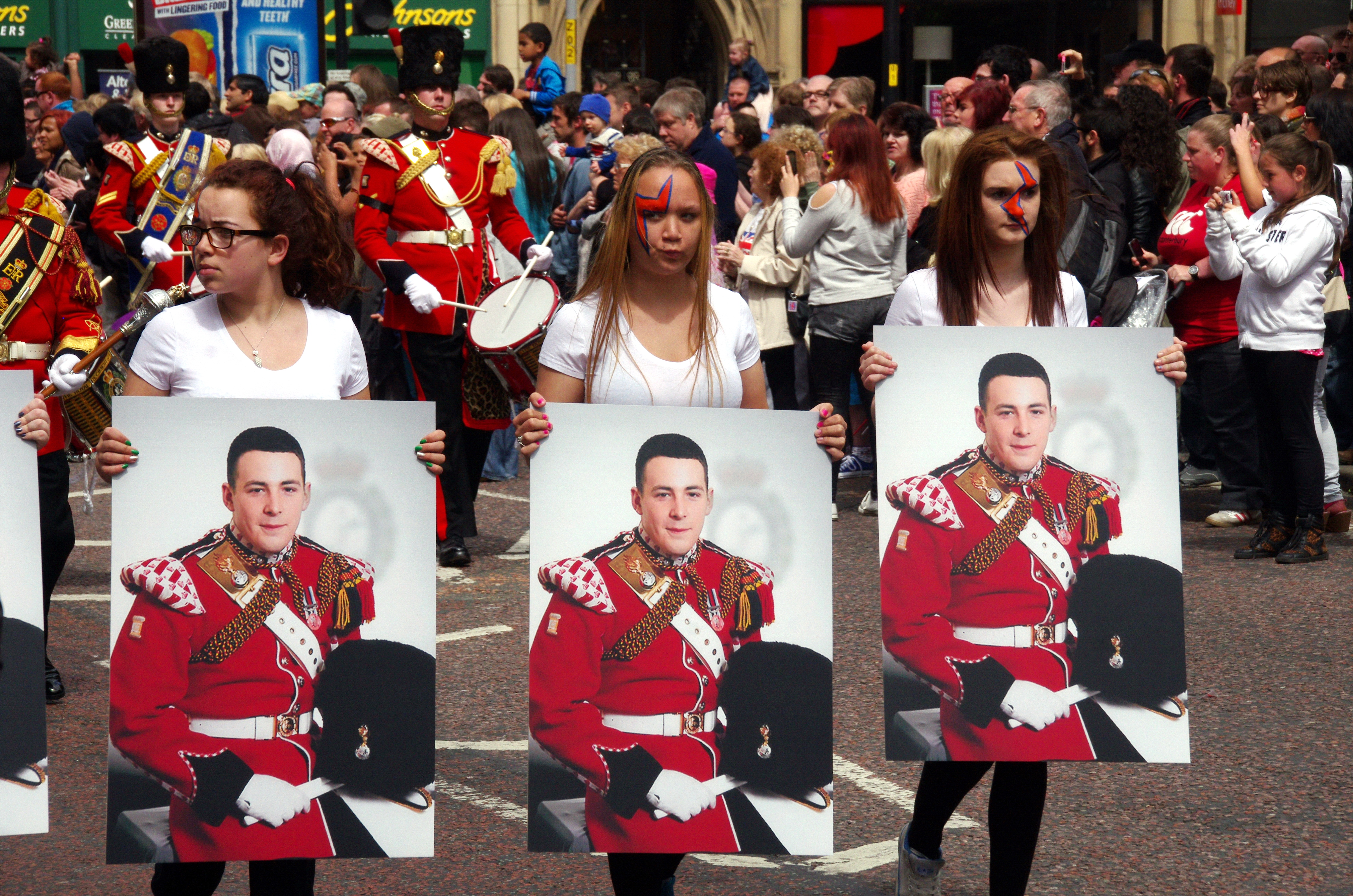
Menschen in Manchester, England gedenken Rigby (Juni 2013)

Der Mord an Lee Rigby (* 1987, in Crumpsall, Manchester) fand am 22. Mai 2013 im Londoner Stadtteil Woolwich statt. Rigby, Soldat der British Army, wurde vorsätzlich von hinten mit einem Auto angefahren und anschließend von den beiden Insassen mit Hiebwaffen und Messern getötet.
Im Videomitschnitt eines polizeilichen Verhörs kurz nach der Tat gab einer der Täter an, der 22. Mai sei der Tag gewesen, an dem er und sein Komplize „Allah gehorchen“ sollten. Ein Soldat sei für sie ideal gewesen, weil Soldaten den Tod als Berufsrisiko in sich trügen. Gegen Rigby, der zufällig die Straße überquerte, habe er keinerlei persönliche Aversion gespürt; im Gegenteil, Rigby sei eine „nicht-muslimische Variante“ seiner selbst gewesen und hätte einen humanen Tod verdient. Deswegen habe man versucht, ihm die Halsschlagader zu durchtrennen.
In dem Gerichtsprozess ein halbes Jahr nach der Tat bekannten sich Michael Adebowale und Michael Adebolajo, 22 und 28 Jahre alt, nicht schuldig; sie wurden zu lebenslanger Freiheitsstrafe bzw. 45 Jahren Haft verurteilt. Die britische Regierung sprach von einem Terrorakt, weil die Angreifer islamistische Parolen skandierten. Sie ließen sich von Passanten filmen, flüchteten nicht vom Tatort, sondern wurden dort später von der Polizei überwältigt.

## Hergang der Tat

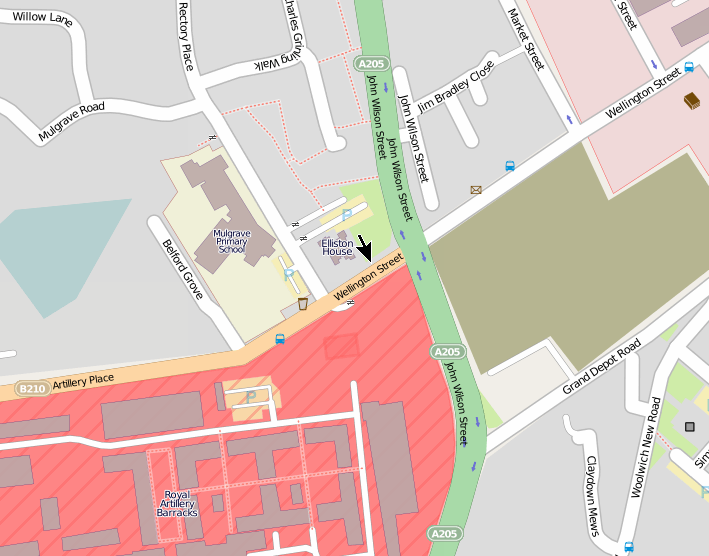
Der Ort des Geschehens, mit einem Pfeil markiert

Am 22. Mai 2013 wurde der 25-jährige Soldat Lee Rigby in der Wellington Street, nur wenige hundert Meter von seinem Stationierungsort in den Royal Artillery Barracks entfernt, von einem blauen Pkw angefahren und dabei auf die Motorhaube geschleudert. Die beiden Insassen des Pkw zerrten den schwer verletzten Mann anschließend auf die Straße, wo sie ihn mit Messern und einem Fleischerbeil töteten. Zudem sollen sie versucht haben, Rigby zu enthaupten. Zahlreiche Augenzeugen, die anfangs von einem Verkehrsunfall ausgegangen waren, verständigten die Polizei.
Nach Zeugenberichten scheinen die Männer gezielt auf Aufmerksamkeit aus gewesen zu sein. Die Täter blieben am Ort der Tat und ließen sich von Passanten filmen. Eine Frau verwickelte einen der Täter in ein Gespräch. Ein mit Handy aufgenommenes und später vom britischen Sender Independent Television veröffentlichtes Video zeigt einen der mutmaßlichen Täter mit blutverschmierten Händen, wie er in die Kamera spricht:

„Wir schwören beim allmächtigen Allah, wir hören nie auf, euch zu bekämpfen, bis ihr uns in Ruhe lasst. Auge um Auge und Zahn um Zahn. Es tut mir leid, dass Frauen das mit ansehen mussten. Aber in unserem Land müssen Frauen dasselbe mit ansehen. Ihr werdet nie sicher sein. Setzt eure Regierung ab. Sie kümmert sich nicht um euch!“

Derselbe Mann soll die Passagiere in einem Bus aufgefordert haben, ein Foto von ihm zu machen.
Schon kurz nachdem Rigby vom Pkw erfasst worden war, ging der erste Anruf bei der Metropolitan Police ein, welche etwa zehn Minuten später eintraf und den Tatort absperrte. Beim Versuch, die beiden Täter festzunehmen, bedrohten diese die Polizei mit einem Beil und einem Revolver. Daraufhin wurden sie von den Beamten angeschossen und überwältigt. Wegen ihrer Schussverletzungen wurden sie anschließend in unterschiedlichen Krankenhäusern behandelt.

## Opfer
Nach der Tat hieß es zunächst, bei dem Opfer handele sich um einen Angehörigen der British Army, der in den Royal Artillery Barracks stationiert war. Dies wurde aber von den Behörden nicht bestätigt. Das britische Verteidigungsministerium gab am 23. Mai 2013 die Identität des Opfers als Lee Rigby bekannt. Der 25-Jährige war Trommler des 2nd Battalion des Royal Regiment of Fusiliers. Rigby war seit 2006 im Dienst der britischen Armee und absolvierte Auslandseinsätze in Zypern und Afghanistan; zeitweise war er auch in Deutschland stationiert. Auch wurde er zur Unterstützung der Wachsoldaten u. a. am Tower of London eingesetzt, von wo er direkt vor der Tat kam. Er stammte aus Middleton, Greater Manchester. Rigby war verheiratet und hatte einen zum Tatzeitpunkt zwei Jahre alten Sohn.
Zum Zeitpunkt des Angriffes hatte Rigby dienstfrei und war in Zivilkleidung unterwegs; er trug einen Kapuzenpulli der Wohltätigkeitsorganisation „Help for Heroes“, die sich für kriegsversehrte britische Soldaten einsetzt.
Die Begräbnisfeier am 12. Juli 2013 fand mit militärischen Ehren unter der Anteilnahme von mehreren tausend Menschen, darunter viele aktive und ehemalige Soldaten, und in Anwesenheit des Premierministers David Cameron sowie des Londoner Bürgermeisters Boris Johnson in Bury, Greater Manchester, statt. Die Beerdigung fand im privaten Kreis auf dem Middleton Cemetery statt.
Am 1. September 2014 wurde in einer offiziellen Zeremonie Rigbys Name in das Ehrenmal des National Memorial Arboretum in Alrewas, Staffordshire, eingraviert.

## Täter
Die Täter waren zwei britische Staatsbürger nigerianischer Abstammung. Die Täter waren zuvor zum Islam konvertiert.
Einer der Täter wurde als der in Nigeria geborene University-of-Greenwich-Student Michael Olumide Adebolajo aus Saxilby in Lincolnshire identifiziert. Adebolajo lebte als Kind in einem christlichen Umfeld und konvertierte im Alter von 18 Jahren zum Islam. Radikalisiert durch Anjem Choudary, gehörte er in London der salafistischen Gruppe Al Muhajiroun an und nannte sich nach der Konversion Mujaheed.
Der zweite Täter wurde als der 22-jährige Michael Oluwatobi Adebowale aus Greenwich identifiziert.

## Ermittlungen und Hintergrund
Die beiden Täter waren den Sicherheitsdiensten aus früheren Ermittlungen bekannt. Am 25. Mai berichtete Abu Nusaybah – ein Bekannter Adebolajos – der BBC, dass sich der britische Geheimdienst MI5 im Vorfeld der Tat „intensiv bemühte“ Adebolajo anzuwerben. Nusaybah wurde direkt nach seinem Interview mit der BBC verhaftet. Eine offizielle Bestätigung der Anwerbeversuche seitens des MI5 gibt es nicht.
Einen Tag nach dem Attentat nahm der Scotland Yard in der Grafschaft Lincolnshire einen Mann und eine Frau unter dem Verdacht der Beihilfe zum Mord fest.
Zum Prozessauftakt gegen Adebolajo und Adebowale wegen Mordes an Lee Rigby und versuchten Mordes an einem Polizisten plädierten beide Angeklagten in allen Anklagepunkten für nicht schuldig. Das Verfahren begann am 29. November 2013 vor dem Zentralen Strafgerichtshof in Old Bailey. Beide Angeklagten wurden am 19. Dezember 2013 des Mordes an Lee Rigby für schuldig befunden. Das Gericht verurteilte am 26. Februar 2014 Michael Adebolajo zu lebenslanger Haft ohne Möglichkeit auf Bewährung. Michael Adebowale, der jüngere der beiden, wurde zu 45 Jahren Gefängnishaft verurteilt. Gegen dieses Urteil legten Adebolajo und Adebowale Berufung ein, die jedoch endgültig am 3. Dezember 2014 abgewiesen wurde.
Im Juli 2014 veröffentlichte die Zeitung The Sun, dass Adebolajo und Adebowale Prozesskostenhilfe in der Höhe von 212.613,63 Britischen Pfund erhalten hatten.

## Reaktionen
Der britische Premierminister David Cameron sprach am Tatabend in einer Pressekonferenz von starken Hinweisen auf einen Terroranschlag und brach seinen Besuch in Paris ab. Londons Bürgermeister Boris Johnson sagte, es handle sich mit an Sicherheit grenzender Wahrscheinlichkeit um einen Terroranschlag.
Julie Siddiqi, Geschäftsführerin der Islamic Society of Britain, verurteilte das Verbrechen und äußerte die Befürchtung, dass der Mord zu ethnischer Polarisierung in der Gesellschaft führen könne. Gegenüber BBC Radio 4 sagte sie: „All of the Muslim organisations have come out with the strongest possible terms to say there is absolutely no excuse whatsoever, no justification for anything like this.“
The British Muslim Council gab in einer Stellungnahme bekannt: „This is a truly barbaric act that has no basis in Islam and we condemn this unreservedly.“
Der radikale Islamist Anjem Choudary hingegen rechtfertigte die Tat mit den Worten: „die Ursache [des Todes von Rigby] ist klar – es ist die britische Außenpolitik.“
In der Nähe des Tatorts wurden nach der Tat die Sicherheitsvorkehrungen verschärft und alle Kasernen stärker bewacht. Zusätzliche 1200 Polizisten wurden in ganz London eingesetzt, um Vergeltungsaktionen und Übergriffe gegen muslimische Gemeinden zu verhindern. Tatsächlich kam es in der unmittelbaren Folge des Mordes zu antimuslimischen Reaktionen im gesamten Vereinigten Königreich. In der Zeit bis zum 27. Mai 2013 dokumentierte „Hope not Hate“, ein Aktionsbündnis gegen Rassismus, 193 islamophobische Vorfälle, darunter 10 Angriffe auf Moscheen.

## Sonstiges
Es war der erste nennenswerte Terrorakt mit Todesopfern auf britischem Boden seit 2005. Am 7. Juli 2005 starben bei vier Anschlägen auf U-Bahnen und Busse über 52 Menschen sowie die vier Selbstmordattentäter. Über 700 Menschen wurden zum Teil schwer verletzt.
Am 24. Mai 2013 attackierte in Paris ein 22-jähriger mutmaßlicher Islamist einen Soldaten auf Patrouillenfahrt mit einem Messer und verletzte ihn mit einer Stichwaffe am Nacken.
Im August 2014 wurde in London Brusthom Ziamani verhaftet, der ein 30 cm langes Messer, einen Hammer und eine schwarze islamistische Flagge bei sich trug. Der junge Mann sagte aus, er habe die Absicht gehabt, nach dem Vorbild Adebolajos Soldaten anzugreifen und zu töten. Am 19. Februar 2015 wurde er der Vorbereitung einer terroristischen Handlung schuldig befunden.
Am 29. April 2015 wurde der 18 Jahre alte Kazi Islam, der angab durch den Mord an Rigby inspiriert worden zu sein, verurteilt versucht zu haben, einen Lernbehinderten zum Mord an einem Soldaten anzustiften und Bestandteile für eine Rohrbombe zu beschaffen.
Am 14. Januar 2015 wurde der 26 Jahre alte Waliser Zack Davis, Mitglied einer rechtsradikalen White Supremacy Gruppe, des versuchten Mordes schuldig befunden. Er hatte in einem Supermarkt in Mold einen Sikh mit einer Machete angegriffen und mehrfach gefährlich am Kopf verletzt. Vor Gericht behauptete er, die Tat sei eine Racheaktion für den Mord an Rigby gewesen.